# De fuif
De fuif is een hoorspel naar het toneelstuk The Party van Jane Arden. In de hoorspelbewerking van Cläre Schimmel werd het door de Süddeutscher Rundfunk uitgezonden op 7 oktober 1959. Willy Wielek-Berg vertaalde het in het Nederlands en onder regie van Salomon de Vries jr. zond de VARA het uit op 14 november 1962, van 20.35 uur tot 21.50 uur.

## Rolbezetting
- Barbara Hoffman (Henrietta Brough)
- Eva Janssen (Frances, haar moeder)
- Frans Somers (Richard, haar vader)
- Wiesje Bouwmeester (Elsie Sharp, de vriendin)
- Paul van der Lek (Harold Lingham, de kamerbewoner)
- Harry Bronk (de jongeman Soya Marshall)

## Inhoud
De vader van Henrietta Brough bevindt zich wegens een geestesstoornis sinds maanden in een herstellingsoord. Op Henrietta’s zeventiende verjaardag wordt hij terugverwacht. Ze wil op die dag een party organiseren en probeert daarom deze terugkeer te verhinderen. Ze wil vermijden dat de jonge gasten en haar vriend hem leren kennen. Ze schaamt zich voor haar vader en voelt voor hem meer verachting dan medelijden. Haar inspanningen om hem op afstand te houden zijn evenwel tevergeefs. De party wordt derhalve afgelast en het komt tot de sinds lang op til zijnde woordenwisseling. In het verloop daarvan worden Henrietta’s ogen geopend voor de persoonlijkheid van haar vader.